# Pelourinho de Serpins
O Pelourinho de Serpins é um pelourinho situado na freguesia de Serpins, no município de Lousã, distrito de Coimbra, em Portugal.
Está classificado como Imóvel de Interesse Público desde 1933.